# 気球船探険
気球船探険（原題：Five Weeks In a Balloon）は、1962年のアメリカ合衆国の映画。1863年に刊行されたジュール・ヴェルヌの小説『気球に乗って五週間』を原作とする。監督はアーウィン・アレン。出演はレッド・バトンズなど。

## ストーリー
1863年。スコットランドで名の知れた科学者であるサミュエル・ファガソン教授が助手のジャック・ベルレーヌと作り出した巨大な風船は、降下や上昇の際に砂袋やガスなどを必要としない画期的なものだった。そこへイギリス首相から、西アフリカの奴隷商人を追い出してほしいという電話が入り、彼らは早速気球船に乗って西アフリカへと向かった。

## キャスト
| 役名               | 俳優                       | 日本語吹替                                                                               |
| 役名               | 俳優                       | NETテレビ版                                                                              |
| ------------------ | -------------------------- | ---------------------------------------------------------------------------------------- |
| ファーガソン教授   | セドリック・ハードウィック | 池田忠夫                                                                                 |
| 将軍               | リチャード・ヘイデン       | 高塔正康                                                                                 |
| ドナルド・オシェイ | レッド・バトンズ           | 愛川欽也                                                                                 |
| スーザン・ゲイル   | バーバラ・イーデン         | 山東昭子                                                                                 |
| ジャック           | フェビアン                 | 朝倉宏二                                                                                 |
| マキア             | バーバラ・ルナ             | 増山江威子                                                                               |
| アーメッド         | ピーター・ローレ           | 河村弘二                                                                                 |
| 首相               | ハーバート・マーシャル     |                                                                                          |
| 領事               | レジナルド・オーウェン     | 加藤精三                                                                                 |
| シーク・アガバー   | ヘンリー・ダニエル         | 加藤精三                                                                                 |
| サルタン           | ビリー・ギルバート         |                                                                                          |
| 奴隷船長           | マイク・マズルキ           |                                                                                          |
| 検査官             | アラン・ケイルー           |                                                                                          |
| ミアンガ           | ベン・アスター             |                                                                                          |
| ランドルフ         | レイモンド・ベイリー       |                                                                                          |
| 不明 その他        | N/A                        | 村松康雄 仲木隆司 寺田彦右 西山連 勝田久 相模武 石森達幸 野本礼三 緑川稔 徳丸完 兼本新吾 |
|                    |                            |                                                                                          |
| 演出               | 演出                       | 高桑慎一郎                                                                               |
| 翻訳               | 翻訳                       | 村上博基                                                                                 |
| 効果               | 効果                       | 大野義信                                                                                 |
| 調整               | 調整                       | 山田太平                                                                                 |
| 制作               | 制作                       | 日米通信社                                                                               |
| 解説               | 解説                       | 淀川長治                                                                                 |
| 初回放送           | 初回放送                   | 1970年11月22日 『日曜洋画劇場』                                                          |

- 日本語吹替はDVD収録

## スタッフ
- 監督・製作：アーウィン・アレン
- 脚本：アーウィン・アレン、チャールズ・ベネット、アルバート・ゲイル
- 撮影：ウィントン・ホック
- 音楽：ポール・ソーテル、ジョディ・デスモンド
- 配給：20世紀フォックス

## 制作
アーウィン・アレンは、1961年6月に6年間の交渉を経て小説の権利を確保したと発表した。